# Lijst van beschermd erfgoed in de gemeente Sandweiler
In deze lijst van beschermd erfgoed in de gemeente Sandweiler zijn alle geclassificeerde nationale monumenten van de Luxemburgse gemeente Sandweiler opgenomen.

## Monumenten per plaats

### Findel
| Object                 | Bouwjaar/architect | Locatie | Datum beschermd?      | Coördinaten | Afbeelding |
| ---------------------- | ------------------ | ------- | --------------------- | ----------- | ---------- |
| Het vliegtuig KLEMM 25 |                    |         | 11 februari 2003 (MN) |             |            |

### Sandweiler
| Object               | Bouwjaar/architect | Locatie | Datum beschermd?     | Coördinaten | Afbeelding |
| -------------------- | ------------------ | ------- | -------------------- | ----------- | ---------- |
| Boerderij Birelerhof |                    |         | 7 december 2001 (MN) |             |            |
| Kerk van Sandweiler  |                    |         | 4 mei 1971 (SI)      |             |            |

## Bron
- Liste des immeubles et objets classés monuments nationaux ou inscrits à l'inventaire supplémentaire